# Olympische Sommerspiele 1976/Teilnehmer (DDR)
| Gelbes Symbol für Goldmedaillen mit stilisierten Olympischen Ringen | Graues Symbol für Silbermedaillen mit stilisierten Olympischen Ringen | Braundes Symbol für Bronzemedaillen mit stilisierten Olympischen Ringen |
| ------------------------------------------------------------------- | --------------------------------------------------------------------- | ----------------------------------------------------------------------- |
| 40                                                                  | 25                                                                    | 25                                                                      |

Die DDR nahm an den Olympischen Sommerspielen 1976 in Montreal mit einer Delegation von über 280 Athleten teil. Sie wurde mit 40 Gold-, 25 Silber- und 25 Bronzemedaillen die zweitbeste Mannschaft im Medaillenspiegel. Erfolgreichster Sportler war die Schwimmerin Kornelia Ender, die 5 Medaillen gewann.

## Medaillen

### Medaillengewinner

#### Schwimmen
1. Kornelia Ender, 4/1/0
2. Ulrike Richter, 3/0/0
3. Andrea Pollack, 2/2/0
4. Hannelore Anke, 2/0/0
5. Petra Thümer, 2/0/0
6. Birgit Treiber, 1/2/0
7. Ulrike Tauber, 1/1/0
8. Rosemarie Kother-Gabriel, 1/0/1
9. Carola Nitschke, 1/0/0
10. Petra Priemer, 0/2/0
11. Claudia Hempel, 0/1/0

#### Leichtathletik
1. Bärbel Eckert(-Wöckel), 2/0/0
2. Renate Stecher, Sprint, 1/1/1
3. Christina Brehmer-Lathan, 1/1/0
4. Ellen (Strophal-)Streidt, 1/0/1
5. Rosemarie Ackermann, Hochsprung, 1/0/0
6. Udo Beyer, Leichtathletik, Kugelstoßen, 1/0/0
7. Carla Bodendorf, Leichtathletik, 1/0/0
8. Waldemar Cierpinski, Leichtathletik, Marathonlauf, 1/0/0
9. Ruth Fuchs, Speerwurf, 1/0/0
10. Doris Maletzki, 1/0/0
11. Marlies Oelsner-Göhr, Sprint, 1/0/0
12. Brigitte Rohde, 1/0/0
13. Johanna Schaller-Klier, 1/0/0
14. Evelin Schlaak, 1/0/0
15. Siegrun Siegl, 1/0/0
16. Angela Voigt, 1/0/0
17. Christine Bodner-Laser, 0/1/0
18. Gunhild Hoffmeister, 0/1/0
19. Manfred Kokot, 0/1/0
20. Klaus-Dieter Kurrat, 0/1/0
21. Jörg Pfeifer, 0/1/0
22. Hans-Georg Reimann, 0/1/0
23. Wolfgang Schmidt, 0/1/0
24. Alexander Thieme, 0/1/0

#### Kanu
1. Joachim Mattern, Kanu, 1/1/0
2. Bernd Olbricht, Kanu, 1/1/0
3. Rüdiger Helm, Kanu, 1/0/2
4. Carola Zirzow, Kanu, 1/0/1

#### Rudern
1. Brigitte Ahrenholz, 1/0/0
2. Bernd Baumgart, 1/0/0
3. Anke Borchmann, 1/0/0
4. Siegfried Brietzke, 1/0/0
5. Karl-Heinz Bußert, 1/0/0
6. Karl-Heinz Danielowski, 1/0/0
7. Andreas Decker, 1/0/0
8. Gottfried Döhn, 1/0/0
9. Henrietta Ebert, 1/0/0
10. Viola Goretzki, 1/0/0
11. Wolfgang Güldenpfennig, 1/0/0
12. Sabine Heß, 1/0/0
13. Harald Jährling, 1/0/0
14. Monika Kallies, 1/0/0
15. Ulrich Karnatz, 1/0/0
16. Werner Klatt, 1/0/0
17. Christiane Köpke, 1/0/0
18. Roland Kostulski, 1/0/0
19. Andrea Kurth, 1/0/0
20. Bernd Landvoigt, 1/0/0
21. Jörg Landvoigt, 1/0/0
22. Jutta Lau, 1/0/0
23. Helma Lehmann, 1/0/0
24. Gabriele Lohs, 1/0/0
25. Hans-Joachim Lück, 1/0/0
26. Wolfgang Mager, 1/0/0
27. Karin Metze, 1/0/0
28. Irina Müller, 1/0/0
29. Viola Poley, 1/0/0
30. Karl-Heinz Prudöhl, 1/0/0
31. Rüdiger Reiche, 1/0/0
32. Ilona Richter, 1/0/0
33. Christine Scheiblich, 1/0/0, Einer
34. Bianka Schwede, 1/0/0
35. Stefan Semmler, 1/0/0
36. Georg Spohr, 1/0/0
37. Friedrich-Wilhelm Ulrich, 1/0/0
38. Liane Weigelt, 1/0/0
39. Dieter Wendisch, 1/0/0
40. Marina Wilke, 1/0/0
41. Michael Wolfgramm, 1/0/0
42. Roswietha Zobelt, 1/0/0
43. Petra Boesler, 0/1/0
44. Sabine Dähne, 0/1/0
45. Ullrich Dießner, 0/1/0
46. Walter Dießner, 0/1/0
47. Sabine Jahn, 0/1/0
48. Rüdiger Kunze, 0/1/0
49. Angelika Noack, 0/1/0
50. Andreas Schulz, 0/1/0
51. Johannes Thomas, 0/1/0

#### Schießen
1. Norbert Klaar, 1/0/0
2. Uwe Potteck, 1/0/0
3. Harald Vollmar, 0/1/0
4. Jürgen Wiefel, 0/1/0

#### Boxen
1. Jochen Bachfeld, 1/0/0
2. Richard Nowakowski, 0/1/0

#### Segeln
1. Jochen Schümann, 1/0/0

#### Radsport
1. Klaus-Jürgen Grünke, 1/0/0

#### Fußball
1. Olympiamannschaft, 1/0/0

#### Turnen
1. Carola Dombeck, Turnen, 0/1/1
2. Michael Nikolay, Turnen, 0/0/2

#### Gewichtheben
1. Gerd Bonk, 0/1/0

#### Ringen
1. Hans-Dieter Brüchert, 0/1/0

#### Wasserspringen
1. Christa Köhler, 0/1/0

#### Handball
1. Frauenmannschaft, 0/1/0

sowie 34 weitere Bronzemedaillen

### Medaillen je Sportart
| Platz | Sportart       | Goldmedaille – Olympiasieger | Silbermedaille – 2. Platz | Bronzemedaille – 3. Platz | Medaillen – Gesamt |
| ----- | -------------- | ---------------------------- | ------------------------- | ------------------------- | ------------------ |
| 1     | Leichtathletik | 11                           | 7                         | 9                         | 27                 |
| 2     | Schwimmen      | 11                           | 6                         | 2                         | 18                 |
| 3     | Rudern         | 9                            | 3                         | 2                         | 14                 |
| 4     | Kanu           | 3                            | 1                         | 3                         | 7                  |
| 5     | Schießen       | 2                            | 2                         | -                         | 4                  |
| 6     | Boxen          | 1                            | 1                         | -                         | 2                  |
| 7     | Radsport       | 1                            | -                         | 2                         | 3                  |
| 8     | Segeln         | 1                            | -                         | 1                         | 2                  |
| 9     | Fußball        | 1                            | -                         | -                         | 1                  |
| 10    | Turnen         | -                            | 1                         | 3                         | 4                  |
| 11    | Gewichtheben   | −                            | 1                         | 2                         | 3                  |
| 12    | Ringen         | −                            | 1                         | 1                         | 2                  |
| 13    | Handball       | -                            | 1                         | -                         | 1                  |
| 13    | Wasserspringen | -                            | 1                         | -                         | 1                  |
| Total | Total          | 40                           | 25                        | 25                        | 90                 |

## Teilnehmer nach Sportarten

### Boxen
- Dietmar Geilich (ASK Vorwärts Frankfurt/Oder)
Halbfliegengewicht (bis 48 kg) 9. Platz
- Stefan Förster (SG Wismut Gera)
Bantamgewicht (bis 54 kg) 5. Platz
- Richard Nowakowski (SC Traktor Schwerin)
Federgewicht (bis 57 kg)
- Ulrich Beyer (ASK Vorwärts Frankfurt/Oder)
Halbweltergewicht (bis 63,5 kg) 5. Platz
- Jochen Bachfeld (SC Traktor Schwerin)
Weltergewicht (bis 67 kg)
- Bernd Wittenburg (SC Dynamo Berlin)
Mittelgewicht (bis 75 kg) 9. Platz
- Ottomar Sachse (SC Chemie Halle)
Halbschwergewicht (bis 81 kg) 5. Platz
- Jürgen Fanghänel (SG Wismut Gera)
Schwergewicht (bis 91 kg) 15. Platz

### Fechten
Herren
- Klaus Haertter (SC Einheit Dresden)
Einzel, Florett 13. Platz

### Fußball
- Männermannschaft

- Kader
0(1) Jürgen Croy (BSG Sachsenring Zwickau)
0(2) Gerd Weber (SG Dynamo Dresden)
0(3) Hans-Jürgen Dörner (SG Dynamo Dresden)
0(4) Konrad Weise (FC Carl Zeiss Jena)
0(5) Lothar Kurbjuweit (FC Carl Zeiss Jena)
0(6) Reinhard Lauck (BFC Dynamo)
0(7) Gert Heidler (SG Dynamo Dresden)
0(8) Reinhard Häfner (SG Dynamo Dresden)
0(9) Hans-Jürgen Riediger (BFC Dynamo)
(10) Bernd Bransch  (HFC Chemie)
(11) Martin Hoffmann (1. FC Magdeburg)
(12) Gerd Kische (FC Hansa Rostock)
(13) Wolfram Löwe (1. FC Lokomotive Leipzig)
(14) Hartmut Schade (SG Dynamo Dresden)
(15) Dieter Riedel (SG Dynamo Dresden)
(16) Hans-Ulrich Grapenthin (FC Carl Zeiss Jena)
(17) Wilfried Gröbner (1. FC Lokomotive Leipzig)

Peter Kotte und Rüdiger Schnuphase reduziert
Trainer: Georg Buschner

### Gewichtheben
- Gunter Ambraß (SC Karl-Marx-Stadt)
Leichtgewicht (bis 67,5 kg) 4. Platz
- Peter Wenzel (SC Einheit Dresden)
Mittelgewicht (bis 75 kg)
- Wolfgang Hübner (ASK Vorwärts Frankfurt)
Mittelgewicht (bis 75 kg) 4. Platz
- Peter Petzold (SC Einheit Dresden)
Mittelschwergewicht (bis 90 kg) 5. Platz
- Jürgen Ciezki (TSC Berlin)
Schwergewicht (bis 100 kg) 5. Platz
- Gerd Bonk (SC Karl-Marx-Stadt)
Superschwergewicht (über 110 kg)
- Helmut Losch (BSG Motor Stralsund)
Superschwergewicht (über 110 kg)
- Jürgen Heuser (BSG Motor Stralsund)
kein Einsatz

### Handball
Damen 
- Gabriele Badorek (SC Empor Rostock)
- Hannelore Burosch (SC Empor Rostock)
- Evelyn Matz (TSC Berlin)
- Roswitha Krause (TSC Berlin)
- Christina Rost (SC Leipzig)
- Petra Uhlig (SC Leipzig)
- Liane Michaelis (SC Magdeburg)
- Eva Paskuy (SC Empor Rostock)
- Silvia Siefert (SC Magdeburg)
- Kristina Richter (TSC Berlin)
- Waltraud Kretzschmar (SC Leipzig)
- Marion Tietz (TSC Berlin)
- Christina Voß (SC Empor Rostock)
- Hannelore Zober (SC Leipzig)

### Judo
- Dietmar Hötger (SC Dynamo Hoppegarten)
Halbmittelgewicht (bis 78 kg) 11. Platz
- Detlef Ultsch (SC Dynamo Hoppegarten)
Mittelgewicht (bis 86 kg) 19. Platz
- Dietmar Lorenz (SC Dynamo Hoppegarten)
Halbschwergewicht (bis 95 kg) 5. Platz
Offene Klasse 16. Platz

### Kanu
| Männer - Frank-Peter Bischof (SC Berlin-Grünau) Vierer-Kajak 1000 m - Rüdiger Helm (SC Neubrandenburg) Einer-Kajak 500 m Einer-Kajak 1000 m Vierer-Kajak 1000 m - Bernd Olbricht (SC Neubrandenburg) Zweier-Kajak 500 m Zweier-Kajak 1000 m - Joachim Mattern (SC Berlin-Grünau) Zweier-Kajak 500 m Zweier-Kajak 1000 m - Jürgen Lehnert (SC Magdeburg) Vierer-Kajak 1000 m - Bernd Duvigneau (SC Magdeburg) Vierer-Kajak 1000 m - Wilfried Stephan (ASk Vorwärts Potsdam) Einer-Canadier 500 m 5. Platz Einer-Canadier 1000 m 7. Platz - Detlef Bothe (SC DHfK Leipzig) Zweier-Canadier 500 m Vorlauf Zweier-Canadier 1000 m 5. Platz - Hans-Jürgen Tode (SC Empor Rostock) Zweier-Canadier 500 m Vorlauf Zweier-Canadier 1000 m 5. Platz - Alex Gebert (SC Berlin-Grünau) Ersatzstarter | Frauen - Carola Zirzow (SC Neubrandenburg) Einer-Kajak 500 m Zweier-Kajak 500 m - Bärbel Köster (SC Neubrandenburg) Zweier-Kajak 500 m |

### Leichtathletik
| Disziplin        | Männer | Frauen |
| ---------------- | --- | --- |
| 100 m            | Alexander Thieme (SC Karl-Marx-Stadt) 2. Vorlauf Klaus-Dieter Kurrat (ASK Vorwärts Potsdam) 7. Platz                                                    | Renate Stecher (SC Motor Jena) Marlies Oelsner (SC Motor Jena) 8. Platz Martina Blos (TSC Berlin) 1. Vorlaufrunde                                      |
| 200 m            | | Bärbel Eckert (SC Motor Jena) Renate Stecher (SC Motor Jena) Carla Bodendorf (SC Magdeburg) 4. Platz                                                   |
| 400 m            | | Christina Brehmer (SC Dynamo Berlin) Ellen Streidt (ASK Vorwärts Potsdam) Marita Koch (SC Empor Rostock) Halbfinale                                    |
| 800 m            | | Elfi Zinn (SC Neubrandenburg) Anita Weiß (SC Neubrandenburg) 4. Platz Doris Gluth (SC Empor Rostock) 7. Platz                                          |
| 1500 m           | | Gunhild Hoffmeister (SC Cottbus) Ulrike Klapezynski (SC Cottbus) Christiane Stoll (SC Neubrandenburg) Halbfinale                                       |
| 5000 m           | | |
| 10.000 m         | | |
| Marathon         | Waldemar Cierpinski (SC Chemie Halle) | |
| 100 m Hürden     | | Johanna Schaller (SC Turbine Erfurt) Gudrun Berend (SC Chemie Halle) 4. Platz Annelie Ehrhardt (SC Magdeburg) Halbfinale                               |
| 110 m Hürden     | Thomas Munkelt (SC DHfK Leipzig) 5. Platz Frank Siebeck (SC DHfK Leipzig) Vorlauf                                                                       | |
| 400 m Hürden     | | |
| 3000 m Hindernis | Frank Baumgartl (SC Karl-Marx-Stadt) | |
| 4 × 100 m        | - Manfred Kokot (SC DHfK Leipzig) - Jörg Pfeifer (SC Chemie Halle) - Klaus-Dieter Kurrat (ASK Vorwärts Potsdam) - Alexander Thieme (SC Karl-Marx-Stadt) | - Marlies Oelsner (SC Motor Jena) - Renate Stecher (SC Motor Jena) - Carla Bodendorf (SC Magdeburg) - Bärbel Eckert (SC Motor Jena)                    |
| 4 × 400 m        | | - Doris Maletzki (SC Dynamo Berlin) - Brigitte Rohde (SC Neubrandenburg) - Ellen Streidt (ASK Vorwärts Potsdam) - Christina Brehmer (SC Dynamo Berlin) |
| 20 km Gehen      | Hans-Georg Reimann (SC Dynamo Berlin) Peter Frenkel (ASK Vorwärts Potsdam) Karl-Heinz Stadtmüller (TSC Berlin) 4. Platz                                 | |
| Hochsprung       | Rolf Beilschmidt (SC Motor Jena) 7. Platz Henry Lauterbach (SC Turbine Erfurt) 20. Platz                                                                | Rosemarie Ackermann (SC Cottbus) Rita Kirst (ASK Vorwärts Potsdam) 22. Platz                                                                           |
| Weitsprung       | Frank Wartenberg (SC Chemie Halle) | Angela Voigt (SC Magdeburg) Siegrun Siegl (SC Turbine Erfurt) 4. Platz Heidemarie Wycisk (SC Chemie Halle) 7. Platz                                    |
| Kugelstoßen      | Udo Beyer (ASK Vorwärts Potsdam) Hans-Peter Gies (SC Dynamo Berlin) 5. Platz Heinz-Joachim Rothenburg (SC Dynamo Berlin) 10. Platz                      | Marianne Adam (SC Dynamo Berlin) 4. Platz Ilona Schoknecht (SC Dynamo Berlin) 5. Platz Margitta Droese (SC Motor Jena) 6. Platz                        |
| Diskuswurf       | Wolfgang Schmidt (SC Dynamo Berlin) Norbert Thiede (SC Traktor Schwerin) 4. Platz Siegfried Pachale (SC Cottbus) 5. Platz                               | Evelin Schlaak (ASK Vorwärts Potsdam) Gabriele Hinzmann (ASK Vorwärts Potsdam) Sabine Engel (SC Neubrandenburg) 5. Platz                               |
| Hammerwurf       | Jochen Sachse (SC Karl-Marx-Stadt) 6. Platz Manfred Seidel (ASK Vorwärts Potsdam) 10. Platz                                                             | |
| Speerwurf        | | Ruth Fuchs (SC Motor Jena) Jacqueline Hein (SC Dynamo Berlin) 4. Platz Sabine Sebrowski (SC Traktor Schwerin) 5. Platz                                 |
| Fünfkampf        | | Siegrun Siegl (SC Turbine Erfurt) Christine Laser (SC Turbine Erfurt) Burglinde Pollak (ASK Vorwärts Potsdam)                                          |
| Zehnkampf        | Siegfried Stark (SC Traktor Schwerin) 6. Platz | |

Ohne Einsatz blieben folgende Sportler
- Peter Rieger (ASK Vorwärts Potsdam) im Weitsprung
- Monika Meyer (SC Neubrandenburg) im Sprint
- Margit Sinzel (SC Dynamo Berlin) über 400 m bzw. in der Staffel
- Eberhard Weise (SC Cottbus) im Sprint

### Radsport

#### Bahn
Männer
- Hans-Jürgen Geschke (TSC Berlin)
Sprint
- Klaus-Jürgen Grünke (TSC Berlin)
1000 m Zeitfahren
- Thomas Huschke (TSC Berlin)
4000 m Einzelverfolgung 
4000 m Mannschaftsverfolgung 4. Platz
- Norbert Dürpisch (ASK Vorwärts Frankfurt)
4000 m Mannschaftsverfolgung 4. Platz
- Uwe Unterwalder (TSC Berlin)
4000 m Mannschaftsverfolgung 4. Platz
- Matthias Wiegand (SC Karl-Marx-Stadt)
4000 m Mannschaftsverfolgung 4. Platz
- Andreas Neuer (SC Karl-Marx-Stadt)
kein Einsatz

#### Straße
Männer
- Karl-Dietrich Diers (ASK Vorwärts Frankfurt)
Straßenrennen 16. Platz
Mannschaftszeitfahren (100 km) 10. Platz
- Hans-Joachim Hartnick (SC Cottbus)
Straßenrennen 141. Platz
Mannschaftszeitfahren (100 km) 10. Platz
- Gerhard Lauke (SC Dynamo Berlin)
Straßenrennen 143. Platz
Mannschaftszeitfahren (100 km) 10. Platz
- Siegbert Schmeißer (SC Dynamo Berlin)
Straßenrennen 148. Platz
- Michael Schiffner (SC DHfK Leipzig)
Mannschaftszeitfahren (100 km) 10. Platz

### Ringen
Griechisch-römisch
- Dietmar Hinz (SG Dynamo Luckenwalde)
Papiergewicht (bis 48 kg) 5. Platz
- Heinz-Helmut Wehling (ASK Vorwärts Frankfurt)
Leichtgewicht (bis 68 kg)
- Klaus-Peter Göpfert (SC Motor Zella-Mehlis)
Weltergewicht (bis 74 kg) 5. Platz
- Fredi Albrecht (SC Motor Zella-Mehlis)
Schwergewicht (bis 100 kg) Vorrunde

Freistil
- Jürgen Möbius (SC Motor Jena)
Papiergewicht (bis 48 kg) Vorrunde
- Hans-Dieter Brüchert (SG Dynamo Luckenwalde)
Bantamgewicht (bis 57 kg)
- Helmut Strumpf (SC Motor Jena)
Federgewicht (bis 62 kg) 8. Platz
- Eberhard Probst (SC Chemie Halle)
Leichtgewicht (bis 68 kg) 8. Platz
- Fred Hempel (SG Dynamo Luckenwalde)
Weltergewicht (bis 74 kg) 6. Platz
- Horst Stottmeister (SC Leipzig)
Halbschwergewicht (bis 90 kg) 4. Platz
- Harald Büttner (SG Dynamo Luckenwalde)
Schwergewicht (bis 100 kg) Vorrunde
- Roland Gehrke (SG Dynamo Luckenwalde)
Superschwergewicht (über 100 kg) 4. Platz

### Rudern
| Männer - Joachim Dreifke (ASK Vorwärts Rostock) Einer - Hans-Ulrich Schmied (SC Berlin-Grünau) Doppelzweier - Jürgen Bertow (SC Dynamo Berlin) Doppelzweier - Jörg Landvoigt (SG Dynamo Potsdam) Zweier ohne Steuermann - Bernd Landvoigt (SG Dynamo Potsdam) Zweier ohne Steuermann - Friedrich-Wilhelm Ulrich (SC Magdeburg) Zweier mit Steuermann - Harald Jährling (SC Magdeburg) Zweier mit Steuermann - Georg Spohr (SC Magdeburg) Zweier mit Steuermann - Wolfgang Güldenpfennig (SC Magdeburg) Doppelvierer - Rüdiger Reiche (SC Chemie Halle) Doppelvierer - Karl-Heinz Bußert (SG Dynamo Potsdam) Doppelvierer - Michael Wolfgramm (SC Dynamo Berlin) Doppelvierer - Wolfgang Mager (SC DHfK Leipzig) Vierer ohne Steuermann - Stefan Semmler (SC DHfK Leipzig) Vierer ohne Steuermann - Andreas Decker (SC DHfK Leipzig) Vierer ohne Steuermann - Siegfried Brietzke (SC DHfK Leipzig) Vierer ohne Steuermann - Andreas Schulz (SC Einheit Dresden) Vierer mit Steuermann - Ullrich Dießner (SC Einheit Dresden) Vierer mit Steuermann - Walter Dießner (SC Einheit Dresden) Vierer mit Steuermann - Rüdiger Kunze (SC Einheit Dresden) Vierer mit Steuermann - Johannes Thomas (SC Einheit Dresden) Vierer mit Steuermann - Bernd Baumgart (SG DHfK Leipzig) Achter - Gottfried Döhn (SC Einheit Dresden) Achter - Werner Klatt (ASK Vorwärts Rostock) Achter - Hans-Joachim Lück (ASK Vorwärts Rostock) Achter - Dieter Wendisch (SC Einheit Dresden) Achter - Roland Kostulski (SG DHfK Leipzig) Achter - Ulrich Karnatz (ASK Vorwärts Rostock) Achter - Karl-Heinz Prudöhl (ASK Vorwärts Rostock) Achter - Karl-Heinz Danielowski (ASK Vorwärts Rostock) Achter Nominiert waren außerdem: - Uwe Brehmer (SC Berlin-Grünau) - Wolfgang Eschment (SC Dynamo Berlin) - Wolfgang Gunkel (SC DHfK Leipzig) - Eckhard Martens (SC Berlin-Grünau) - Jost Kretzschmar - Detlef Strey (SG Dynamo Potsdam) | Frauen - Christine Scheiblich (SC Einheit Dresden) Einer - Sabine Jahn (SC Berlin-Grünau) Doppelzweier - Petra Boesler (SC Berlin-Grünau) Doppelzweier - Angelika Noack (SC DHfK Leipzig) Zweier ohne Steuerfrau - Sabine Dähne (SC DHfK Leipzig) Zweier ohne Steuerfrau - Roswietha Zobelt (SG Dynamo Potsdam) Doppelvierer mit Steuerfrau - Jutta Lau (SG Dynamo Potsdam) Doppelvierer mit Steuerfrau - Viola Poley (SC Berlin-Grünau) Doppelvierer mit Steuerfrau - Anke Borchmann (SC Dynamo Berlin) Doppelvierer mit Steuerfrau - Liane Weigelt (SG Dynamo Potsdam) Doppelvierer mit Steuerfrau - Karin Metze (SC Einheit Dresden) Vierer mit Steuerfrau - Bianka Schwede (SC Einheit Dresden) Vierer mit Steuerfrau - Gabriele Lohs (SC Einheit Dresden) Vierer mit Steuerfrau - Andrea Kurth (SC Einheit Dresden) Vierer mit Steuerfrau - Sabine Heß (SC Einheit Dresden) Vierer mit Steuerfrau - Viola Goretzki (SC Dynamo Berlin) Achter - Brigitte Ahrenholz (SC Berlin-Grünau) Achter - Christiane Köpke (SG Dynamo Potsdam) Achter - Monika Kallies (SC Dynamo Berlin) Achter - Henrietta Ebert (SC Dynamo Berlin) Achter - Ilona Richter (SC Berlin-Grünau) Achter - Helma Lehmann (SC Dynamo Berlin) Achter - Irina Müller (SC Dynamo Berlin) Achter - Marina Wilke (SC Berlin-Grünau) Achter Nominiert waren außerdem: - Cornelia Bügel (SC DHfK Leipzig) - Bergit Heinze (SC DHfK Leipzig) - Doris Mosig (SC DHfK Leipzig) - Rita Schmidt (SC Berlin-Grünau) - Ute Steindorf (SC DHfK Leipzig) - Sybille Tietze (SC Einheit Dresden) |

### Schießen
| Männer - Jürgen Wiefel (Klub für Sportschießen der GST Leipzig) Schnellfeuerpistole 25 m - Norbert Klaar (SC Dynamo Hoppegarten) Schnellfeuerpistole 25 m - Harald Vollmar (Klub für Sportschießen der GST Leipzig) Freie Pistole - Uwe Potteck (ASK Vorwärts Frankfurt) Freie Pistole - Bernd Hartstein (Klub für Sportschießen der GST Leipzig) Kleinkaliber Dreistellungskampf 9. Platz - Peter Gorewski (SC Dynamo Hoppegarten) Kleinkaliber liegend 37. Platz - Thomas Pfeffer (Klub für Sportschießen der GST Suhl) Laufende Scheibe 8. Platz - Burckhardt Hoppe (Klub für Sportschießen der GST Leipzig) Trap 4. Platz - Klaus Reschke (Klub für Sportschießen der GST Leipzig) Skeet 19. Platz - Dieter Monien (SC Dynamo Hoppegarten) Skeet 26. Platz | Frauen - Marlies Kanthak (GST-Klub Leipzig) Kleinkaliber Dreistellungskampf 32. Platz Kleinkaliber liegend 51. Platz |

### Schwimmen
| Disziplin           | Männer | Frauen |
| ------------------- | --- | --- |
| 100 m Freistil      | Roger Pyttel (SC DHfK Leipzig) Vorlauf | Kornelia Ender (SC Chemie Halle) Petra Priemer (SC DHfK Leipzig) Claudia Hempel (TSC Berlin) 6. Platz |
| 200 m Freistil      | Rainer Strohbach (TSC Berlin) Vorlauf Frank Pfütze (SC Dynamo Berlin) Vorlauf Lutz Löscher (SC DHfK Leipzig) Vorlauf                                           | Kornelia Ender (SC Chemie Halle) Claudia Hempel (TSC Berlin) 7. Platz Andrea Pollack (SC Dynamo Berlin) Vorlauf |
| 400 m Freistil      | Frank Pfütze (SC Dynamo Berlin) Vorlauf Rainer Strohbach (TSC Berlin) Vorlauf Lutz Löscher (SC DHfK Leipzig) Vorlauf                                           | Petra Thümer (SC Karl-Marx-Stadt) Sabine Kahle (SC Turbine Erfurt) 8. Platz Regina Jäger (SC Chemie Halle) Vorlauf |
| 800 m Freistil      | | Petra Thümer (SC Karl-Marx-Stadt) Regina Jäger (SC Chemie Halle) 7. Platz |
| 100 m Rücken        | Roland Matthes (SC Turbine Erfurt) Lutz Wanja (ASK Vorwärts Potsdam) 5. Platz                                                                                  | Ulrike Richter (SC Einheit Dresden) Birgit Treiber (SC Einheit Dresden) Antje Stille (SC Magdeburg) 7. Platz |
| 200 m Rücken        | Lutz Wanja (ASK Vorwärts Potsdam) Vorlauf | Ulrike Richter (SC Einheit Dresden) Birgit Treiber (SC Einheit Dresden) Antje Stille (SC Magdeburg) 6. Platz |
| 100 m Brust         | | Hannelore Anke (SC Karl-Marx-Stadt) Carola Nitschke (SC Dynamo Berlin) 4. Platz Karla Linke (SC Einheit Dresden) 8. Platz |
| 200 m Brust         | | Hannelore Anke (SC Karl-Marx-Stadt) 4. Platz Karla Linke (SC Einheit Dresden) 5. Platz Carola Nitschke (SC Dynamo Berlin) 6. Platz |
| 100 m Schmetterling | Roger Pyttel (SC DHfK Leipzig) 4. Platz Roland Matthes (SC Turbine Erfurt) 5. Platz Hartmut Flöckner (TSC Berlin) Vorlauf                                      | Kornelia Ender (SC Chemie Halle) Andrea Pollack (SC Dynamo Berlin) Rosemarie Gabriel (SC Dynamo Berlin) 5. Platz |
| 200 m Schmetterling | Roger Pyttel (SC DHfK Leipzig) 4. Platz Hartmut Flöckner (TSC Berlin) Vorlauf                                                                                  | Andrea Pollack (SC Dynamo Berlin) Ulrike Tauber (SC Karl-Marx-Stadt) Rosemarie Gabriel (SC Dynamo Berlin) |
| 400 m Lagen         | | Ulrike Tauber (SC Karl-Marx-Stadt) Birgit Treiber (SC Einheit Dresden) 4. Platz Sabine Kahle (SC Turbine Erfurt) 5. Platz |
| 4 × 100 m Freistil  | | Kornelia Ender (SC Chemie Halle) Petra Priemer (SC DHfK Leipzig) Andrea Pollack (SC Dynamo Berlin) Claudia Hempel (TSC Berlin) |
| 4 × 200 m Freistil  | Roger Pyttel (SC DHfK Leipzig) 5. Platz Wilfried Hartung (TSC Berlin) 5. Platz Rainer Strohbach (TSC Berlin) 5. Platz Frank Pfütze (SC Dynamo Berlin) 5. Platz | |
| 4 × 100 m Lagen     | | Ulrike Richter (SC Einheit Dresden) Hannelore Anke (SC Karl-Marx-Stadt) Andrea Pollack (SC Dynamo Berlin) Kornelia Ender (SC Chemie Halle) Birgit Treiber (SC Einheit Dresden) Carola Nitschke (SC Dynamo Berlin) Rosemarie Gabriel (SC Dynamo Berlin) |

Wolfram Sperling DHfK kein Einsatz

### Segeln
Männer
- Jochen Schümann (SC Berlin-Grünau)
Finn Dinghy
- Olaf Engelhardt (SC Berlin-Grünau)
Soling
- Dieter Below (SC Berlin-Grünau)
Soling
- Michael Zachries (SC Berlin-Grünau)
Soling
- Jörg Schramme (SC Berlin-Grünau)
Flying Dutchman 15. Platz
- Uwe Steingroß (SC Berlin-Grünau)
Flying Dutchman 15. Platz

### Turnen
| Männer - Roland Brückner (SC Dynamo Berlin) Einzelmehrkampf 24. Platz Mannschaftsmehrkampf Barren 38. Platz Bodenturnen 4. Platz Pferdsprung 11. Platz Reck 39. Platz Ringe 36. Platz Pauschenpferd 30. Platz - Michael Nikolay (SC Dynamo Berlin) Einzelmehrkampf 7. Platz Mannschaftsmehrkampf Barren 17. Platz Bodenturnen 27. Platz Pferdsprung 62. Platz Reck 10. Platz Ringe 32. Platz Pauschenpferd - Bernd Jäger (ASK Vorwärts Potsdam) Einzelmehrkampf 10. Platz Mannschaftsmehrkampf Barren 4. Platz Bodenturnen 42. Platz Pferdsprung 26. Platz Reck 10. Platz Ringe 20. Platz Seitpferd 23. Platz - Wolfgang Klotz (ASK Vorwärts Potsdam) Einzelmehrkampf 14. Platz Mannschaftsmehrkampf Barren 36. Platz Bodenturnen 16. Platz Pferdsprung 22. Platz Reck 34. Platz Ringe 34. Platz Seitpferd 21. Platz - Rainer Hanschke (SC Chemie Halle) Einzelmehrkampf 28. Platz Mannschaftsmehrkampf Barren 29. Platz Bodenturnen 24. Platz Pferdsprung 78. Platz Reck 29. Platz Ringe 11. Platz Seitpferd 14. Platz - Lutz Mack (SC Chemie Halle) Einzelmehrkampf 11. Platz Mannschaftsmehrkampf Barren 13. Platz Bodenturnen 15. Platz Pferdsprung 30. Platz Reck 25. Platz Ringe 9. Platz Seitpferd 30. Platz - Ralf Bärthel (SC Chemie Halle) kein Einsatz | Frauen - Gitta Escher (SC Chemie Halle) Einzelmehrkampf 6. Platz Mannschaftsmehrkampf Bodenturnen 6. Platz Pferdsprung 5. Platz Schwebebalken 10. Platz Stufenbarren 6. Platz - Steffi Kräker (SC Leipzig) Einzelmehrkampf 21. Platz Mannschaftsmehrkampf Bodenturnen 44. Platz Pferdsprung 10. Platz Schwebebalken 14. Platz Stufenbarren 38. Platz - Marion Kische (SC Leipzig) Einzelmehrkampf 8. Platz Mannschaftsmehrkampf Bodenturnen 5. Platz Pferdsprung 13. Platz Schwebebalken 4. Platz Stufenbarren 16. Platz - Kerstin Gerschau (SC Leipzig) Einzelmehrkampf 9. Platz Mannschaftsmehrkampf Bodenturnen 12. Platz Pferdsprung 13. Platz Schwebebalken 7. Platz Stufenbarren 13. Platz - Angelika Hellmann (SC Dynamo Berlin) Einzelmehrkampf 13. Platz Mannschaftsmehrkampf Bodenturnen 10. Platz Pferdsprung 16. Platz Schwebebalken 14. Platz Stufenbarren 5. Platz - Carola Dombeck (SC Chemie Halle) Einzelmehrkampf 33. Platz Mannschaftsmehrkampf Bodenturnen 24. Platz Pferdsprung Schwebebalken 30. Platz Stufenbarren 72. Platz - Richarda Schmeißer (SC Chemie Halle) kein Einsatz |

### Volleyball
Frauen 6. Platz
- Jutta Balster (SC Traktor Schwerin)
- Cornelia Rickert (SC Traktor Schwerin)
- Gudrun Gärtner (SC Traktor Schwerin)
- Christine Walther (SC Dynamo Berlin)
- Hannelore Meincke (SC Traktor Schwerin)
- Barbara Czekalla (SC Dynamo Berlin)
- Karla Roffeis (SC Traktor Schwerin)
- Helga Offen (SC Traktor Schwerin)
- Anke Westendorf (SC Traktor Schwerin)
- Ingrid Mierzwiak (SC Dynamo Berlin)
- Johanna Strotzer (SC Leipzig)
- Monika Meißner (SC Dynamo Berlin)

### Wasserspringen
| Männer - Falk Hoffmann (SC Chemie Halle) Kunstspringen 3 m 4. Platz Turmspringen 6. Platz - Frank Taubert (SC Einheit Dresden) Kunstspringen 3 m 13. Platz Turmspringen 11. Platz - Dieter Waskow (SC Empor Rostock) Kunstspringen 3 m 14. Platz Turmspringen 10. Platz | Frauen - Christa Köhler (SC Empor Rostock) Kunstspringen 3 m - Karin Guthke (TSC Berlin) Kunstspringen 3 m 5. Platz Turmspringen 11. Platz - Heidi Ramlow (SC Empor Rostock) Kunstspringen 3 m 4. Platz Turmspringen 8. Platz - Kerstin Krause (TSC Berlin) Turmspringen 21. Platz |

## Vereine

### Medaillen je Verein
| Platz | Sportclub/Sportgemeinschaft | Teilnehmer | Goldmedaille – Olympiasieger | Silbermedaille – 2. Platz | Bronzemedaille – 3. Platz | Medaillen – Gesamt |
| ----- | --------------------------- | ---------- | ---------------------------- | ------------------------- | ------------------------- | ------------------ |
| 1     | SC Dynamo Berlin            | 33         | 13                           | 5                         | 5                         | 23                 |
| 2     | SC Einheit Dresden          | 20         | 12                           | 7                         | 1                         | 20                 |
| 3     | SG Dynamo Potsdam           | 10         | 8                            | -                         | -                         | 8                  |
| 4     | SC DHfK Leipzig             | 21         | 6                            | 5                         | -                         | 11                 |
| 5     | SC Chemie Halle             | 18         | 6                            | 3                         | 6                         | 15                 |
| 6     | SC Berlin-Grünau            | 19         | 6                            | 3                         | 5                         | 14                 |
| 7     | SC Magdeburg                | 11         | 6                            | 1                         | 2                         | 9                  |
| 8     | SG Dynamo Dresden           | 6          | 6                            | -                         | -                         | 6                  |
| 9     | SC Karl-Marx-Stadt          | 10         | 5                            | 1                         | 1                         | 7                  |
| 9     | SC Motor Jena               | 8          | 5                            | 1                         | 1                         | 7                  |
| 11    | ASK Vorwärts Rostock        | 6          | 5                            | -                         | 1                         | 6                  |
| 12    | SC Leipzig                  | 9          | 4                            | 3                         | -                         | 7                  |
| 13    | SC Neubrandenburg           | 10         | 4                            | 1                         | 5                         | 10                 |
| 14    | ASK Vorwärts Potsdam        | 14         | 3                            | 1                         | 6                         | 10                 |
| 15    | FC Carl Zeiss Jena          | 3          | 3                            | -                         | -                         | 3                  |
| 16    | SC Turbine Erfurt           | 6          | 2                            | -                         | 1                         | 3                  |
| 17    | BFC Dynamo                  | 2          | 2                            | -                         | -                         | 2                  |
| 17    | 1. FC Lokomotive Leipzig    | 2          | 2                            | -                         | -                         | 2                  |
| 19    | TSC Berlin                  | 17         | 1                            | 5                         | 2                         | 8                  |
| 20    | SC Traktor Schwerin         | 12         | 1                            | 1                         | -                         | 2                  |
| 21    | ASK Vorwärts Frankfurt      | 7          | 1                            | -                         | 1                         | 2                  |
| 22    | SC Cottbus                  | 6          | 1                            | -                         | -                         | 1                  |
| 22    | HFC Chemie                  | 1          | 1                            | -                         | -                         | 1                  |
| 22    | SC Dynamo Hoppegarten       | 6          | 1                            | -                         | -                         | 1                  |
| 22    | 1. FC Magdeburg             | 1          | 1                            | -                         | -                         | 1                  |
| 22    | BSG Sachsenring Zwickau     | 1          | 1                            | -                         | -                         | 1                  |
| 27    | SC Empor Rostock            | 16         | -                            | 5                         | -                         | 5                  |
| 28    | BSG Motor Stralsund         | 2          | -                            | -                         | 1                         | 1                  |

### Teilnehmer nach Sportklubs
| Sportclub/Sportgemeinschaft | Boxen | Fechten |    | Gewichtheben | Handball | Judo | Kanu | Kanu | Leichtathletik | Leichtathletik | Radsport Bahn/Straße | Ringen | Rudern | Rudern | Schießen | Schießen | Schwimmen | Schwimmen | Segeln | Turnen | Turnen | Volleyball | Wasserspringen | Wasserspringen | Gesamt | Gesamt | Gesamt |
| Sportclub/Sportgemeinschaft | Boxen | m       | w  | Gewichtheben | m        | Judo | w    | m    | w              | m              | Radsport Bahn/Straße | Ringen | w      | m      | w        | m        | w         | m         | m      | w      | w      | m          | w              | m              | w      | Summe  |        |
| --------------------------- | ----- | ------- | -- | ------------ | -------- | ---- | ---- | ---- | -------------- | -------------- | -------------------- | ------ | ------ | ------ | -------- | -------- | --------- | --------- | ------ | ------ | ------ | ---------- | -------------- | -------------- | ------ | ------ | ------ |
| SC Dynamo Berlin            | 1     | -       | -  | -            | -        | -    | -    | -    | 4              | 6              | 2                    | -      | 2      | 7      | -        | -        | 1         | 3         | -      | 2      | 1      | 4          | -              | -              | 13     | 20     | 33     |
| SC Einheit Dresden          | -     | 1       | -  | 2            | -        | -    | -    | -    | -              | -              | -                    | -      | 7      | 6      | -        | -        | -         | 3         | -      | -      | -      | -          | 1              | -              | 11     | 9      | 20     |
| SC DHfK Leipzig             | -     | -       | -  | -            | -        | -    | 1    | -    | 3              | -              | 1                    | -      | 7      | 2      | -        | -        | 3         | 1         | -      | 2      | -      | -          | 1              | -              | 18     | 3      | 21     |
| SC Berlin-Grünau            | -     | -       | -  | -            | -        | -    | 3    | -    | -              | -              | -                    | -      | 3      | 7      | -        | -        | -         | -         | 6      | -      | -      | -          | -              | -              | 12     | 7      | 19     |
| SC Chemie Halle             | 1     | -       | -  | -            | -        | -    | -    | -    | 3              | 2              | -                    | 1      | 1      | -      | -        | -        | 3         | -         | -      | 3      | 3      | -          | 1              | -              | 13     | 5      | 18     |
| TSC Berlin                  | -     | -       | -  | 1            | 4        | -    | -    | -    | 1              | 1              | 4                    | -      | -      | -      | -        | -        | 3         | 1         | -      | -      | -      | -          | -              | 2              | 9      | 8      | 17     |
| SC Empor Rostock            | -     | -       | -  | -            | 4        | -    | 1    | -    | -              | 3              | -                    | -      | -      | -      | -        | -        | 1         | 4         | -      | -      | -      | -          | 1              | 2              | 3      | 13     | 16     |
| ASK Vorwärts Potsdam        | -     | -       | -  | -            | -        | -    | 1    | -    | 5              | 5              | -                    | -      | -      | -      | -        | -        | 1         | -         | -      | 2      | -      | -          | -              | -              | 9      | 5      | 14     |
| SC Traktor Schwerin         | 2     | -       | -  | -            | -        | -    | -    | -    | 2              | 1              | -                    | -      | -      | -      | -        | -        | -         | -         | -      | -      | -      | 7          | -              | -              | 4      | 8      | 12     |
| SC Magdeburg                | -     | -       | -  | -            | 2        | -    | 2    | -    | -              | 3              | -                    | -      | 3      | -      | -        | -        | -         | 1         | -      | -      | -      | -          | -              | -              | 5      | 6      | 11     |
| SC Karl-Marx-Stadt          | -     | -       | -  | 2            | -        | -    | -    | -    | 3              | -              | 2                    | -      | -      | -      | -        | -        | -         | 3         | -      | -      | -      | -          | -              | -              | 7      | 3      | 10     |
| SC Neubrandenburg           | -     | -       | -  | -            | -        | -    | 2    | 2    | -              | 6              | -                    | -      | -      | -      | -        | -        | -         | -         | -      | -      | -      | -          | -              | -              | 2      | 8      | 10     |
| SG Dynamo Potsdam           | -     | -       | -  | -            | -        | -    | -    | -    | -              | -              | -                    | -      | 5      | 5      | -        | -        | -         | -         | -      | -      | -      | -          | -              | -              | 5      | 5      | 10     |
| SC Leipzig                  | -     | -       | -  | -            | 4        | -    | -    | -    | -              | -              | -                    | 1      | -      | -      | -        | -        | -         | -         | -      | -      | 3      | 1          | -              | -              | 1      | 8      | 9      |
| SC Motor Jena               | -     | -       | -  | -            | -        | -    | -    | -    | 1              | 5              | -                    | 2      | -      | -      | -        | -        | -         | -         | -      | -      | -      | -          | -              | -              | 3      | 5      | 8      |
| ASK Vorwärts Frankfurt      | 2     | -       | -  | 1            | -        | -    | -    | -    | -              | -              | 2                    | 1      | -      | -      | 1        | -        | -         | -         | -      | -      | -      | -          | -              | -              | 7      | -      | 7      |
| SC Cottbus                  | -     | -       | -  | -            | -        | -    | -    | -    | 2              | 3              | 1                    | -      | -      | -      | -        | -        | -         | -         | -      | -      | -      | -          | -              | -              | 3      | 3      | 6      |
| SG Dynamo Dresden           | -     | -       | 6  | -            | -        | -    | -    | -    | -              | -              | -                    | -      | -      | -      | -        | -        | -         | -         | -      | -      | -      | -          | -              | -              | 6      | -      | 6      |
| SC Turbine Erfurt           | -     | -       | -  | -            | -        | -    | -    | -    | 1              | 3              | -                    | -      | -      | -      | -        | -        | 1         | 1         | -      | -      | -      | -          | -              | -              | 2      | 4      | 6      |
| SC Dynamo Hoppegarten       | -     | -       | -  | -            | -        | 3    | -    | -    | -              | -              | -                    | -      | -      | -      | 3        | -        | -         | -         | -      | -      | -      | -          | -              | -              | 6      | -      | 6      |
| GST-Klub Leipzig            | -     | -       | -  | -            | -        | -    | -    | -    | -              | -              | -                    | -      | -      | -      | 5        | 1        | -         | -         | -      | -      | -      | -          | -              | -              | 5      | 1      | 6      |
| ASK Vorwärts Rostock        | -     | -       | -  | -            | -        | -    | -    | -    | -              | -              | -                    | -      | 6      | -      | -        | -        | -         | -         | -      | -      | -      | -          | -              | -              | 6      | -      | 6      |
| SG Dynamo Luckenwalde       | -     | -       | -  | -            | -        | -    | -    | -    | -              | -              | -                    | 5      | -      | -      | -        | -        | -         | -         | -      | -      | -      | -          | -              | -              | 5      | -      | 5      |
| FC Carl Zeiss Jena          | -     | -       | 3  | -            | -        | -    | -    | -    | -              | -              | -                    | -      | -      | -      | -        | -        | -         | -         | -      | -      | -      | -          | -              | -              | 3      | -      | 3      |
| BFC Dynamo                  | -     | -       | 2  | -            | -        | -    | -    | -    | -              | -              | -                    | -      | -      | -      | -        | -        | -         | -         | -      | -      | -      | -          | -              | -              | 2      | -      | 2      |
| SG Wismut Gera              | 2     | -       | -  | -            | -        | -    | -    | -    | -              | -              | -                    | -      | -      | -      | -        | -        | -         | -         | -      | -      | -      | -          | -              | -              | 2      | -      | 2      |
| 1. FC Lokomotive Leipzig    | -     | -       | 2  | -            | -        | -    | -    | -    | -              | -              | -                    | -      | -      | -      | -        | -        | -         | -         | -      | -      | -      | -          | -              | -              | 2      | -      | 2      |
| BSG Motor Stralsund         | -     | -       | -  | 2            | -        | -    | -    | -    | -              | -              | -                    | -      | -      | -      | -        | -        | -         | -         | -      | -      | -      | -          | -              | -              | 2      | -      | 2      |
| SC Motor Zella-Mehlis       | -     | -       | -  | -            | -        | -    | -    | -    | -              | -              | -                    | 2      | -      | -      | -        | -        | -         | -         | -      | -      | -      | -          | -              | -              | 2      | -      | 2      |
| HFC Chemie                  | -     | -       | 1  | -            | -        | -    | -    | -    | -              | -              | -                    | -      | -      | -      | -        | -        | -         | -         | -      | -      | -      | -          | -              | -              | 1      | -      | 1      |
| 1. FC Magdeburg             | -     | -       | 1  | -            | -        | -    | -    | -    | -              | -              | -                    | -      | -      | -      | -        | -        | -         | -         | -      | -      | -      | -          | -              | -              | 1      | -      | 1      |
| FC Hansa Rostock            | -     | -       | 1  | -            | -        | -    | -    | -    | -              | -              | -                    | -      | -      | -      | -        | -        | -         | -         | -      | -      | -      | -          | -              | -              | 1      | -      | 1      |
| GST-Klub Suhl               |       | -       | -  | -            | -        | -    | -    | -    | -              | -              | -                    | -      | -      | -      | 1        | -        | -         | -         | -      | -      | -      | -          | -              | -              | 1      | -      | 1      |
| BSG Sachsenring Zwickau     | -     | -       | 1  | -            | -        | -    | -    | -    | -              | -              | -                    | -      | -      | -      | -        | -        | -         | -         | -      | -      | -      | -          | -              | -              | 1      | -      | 1      |
| Gesamt                      | 8     | 1       | 17 | 8            | 14       | 3    | 10   | 2    | 25             | 32             | 12                   | 12     | 34     | 27     | 10       | 1        | 13        | 17        | 6      | 9      | 7      | 12         | 4              | 4              | 170    | 116    | 286    |